# Hans John
Hans John (né le 31 août 1911 à Ziegenhain, mort le 23 avril 1945 à Berlin) est un juriste et résistant allemand, membre du complot du 20 juillet 1944.

## Biographie
Hans John étudie le droit. Son premier poste en 1939 est celui d'assistant dans le droit aérien à l'université Humboldt de Berlin. En juin 1940, il est enrôlé dans la Wehrmacht et grièvement blessé en mars 1942 sur le front de l'Est. Devenu inapte pour le combat, il reprend son activité universitaire.
Hans et son frère Otto John (en) ont de nombreux contacts avec la Résistance au sein de l'Abwehr, le service de renseignement de l'armée allemande. Quand ils apprennent l'opération Walkyrie, le complot contre Hitler, ils décident d'y participer. Après l'arrestation durant l'automne 1943 de Hans Oster et de Hans von Dohnanyi, les frères cachent Ludwig Gehre.
Hans John est arrêté quelques semaines après l'attentat, en août 1944 et battu durant sa détention. En février 1945, le Volksgerichtshof le condamne à la peine de mort. Dans la nuit du 22 au 23 avril 1945, un Sonderkommando du Reichssicherheitshauptamt vient le chercher dans sa cellule de la prison de Lehrter Straße et le fusille. Son frère Otto est parvenu à fuir l'Allemagne.